# بال‌زرشکی تیره
بال‌زرشکی تیره (نام علمی: Cryptospiza jacksoni) یک گونه رایج از سهرگان ریز است که در آفریقا یافت می‌شود. گستره جهانی وقوع آن ۷۸۰۰۰ کیلومتر مربع برآورد شده‌است.
در جنگل‌های کوهستانی آلبرتین ریفت یافت می‌شود.